# Place au rythme
Pour plus de détails, voir Fiche technique et Distribution.

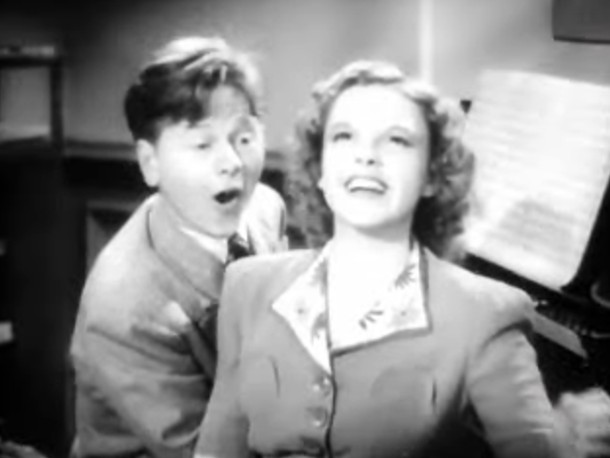
Mickey Rooney et Judy Garland

Place au rythme (Babes in Arms) est une comédie musicale américaine, musique de Richard Rodgers et lyrics de Lorenz Hart, créée le 14 avril 1937 au Shubert Theatre de Broadway. Elle a été adaptée en 1939 au cinéma par Busby Berkeley.

## Synopsis
Avec le développement du cinéma, les acteurs de spectacles de variétés comme les parents de Mickey Moran ont du mal à trouver des engagements. Mickey, lui-même né dans les coulisses du Palace Theater à New York, ne se décourage pas et décide d'écrire un spectacle qui serait joué par les enfants d'autres acteurs dans sa ville natale de Seaport (Long Island). Il devra faire face à plusieurs difficultés : les menaces de Martha Steele, à la tête d'une ligue de vertu, qui veut envoyer ces jeunes gens travailler dans une ferme ; le caractère de Baby Rosalie Essex, l'enfant vedette qui finance le spectacle ; la jalousie de Patsy Barton, sa petite amie, qui voit en Rosalie une rivale.
Mickey arrive à surmonter ces obstacles, mais il ne peut contrôler la météo lorsqu'un ouragan s'abat sur la scène pendant le spectacle. Au moment où Mme Steele s'apprête à mettre sa menace à exécution, Mickey apprend que Harry Maddox, un producteur de New York, accepte de créer le spectacle à Broadway.

## Fiche technique
- Titre original : Babes in Arms
- Titre français : Place au rythme
- Réalisation : Busby Berkeley
- Scénario : Jack McGowan et Kay Van Riper d'après la comédie musicale de Richard Rodgers et Lorenz Hart
- Direction artistique : Cedric Gibbons
- Décorateur de plateau : Edwin B. Willis
- Costumes : Dolly Tree
- Photographie : Ray June
- Son :	Douglas Shearer
- Montage : Frank Sullivan
- Musique : Nacio Herb Brown, George Bassman (non crédité) et George Stoll (non crédité)
- Direction musicale : George Stoll
- Lyrics : Arthur Freed
- Production : Arthur Freed
- Société de production et de distribution : Metro-Goldwyn-Mayer
- Pays d'origine :  États-Unis
- Langue : anglais
- Genre : film musical
- Format : Noir et blanc — 35 mm — 1,37:1 — son mono
- Durée : 93 minutes
- Dates de sortie :
  - États-Unis : 15 septembre 1939 première à Houston
  - États-Unis : 10 octobre 1939 première à Los Angeles
  - États-Unis : 13 octobre 1939
  - France : 27 juin 1945

## Distribution
- Judy Garland : Pasty Barton
- Mickey Rooney : Mickey Moran
- June Preisser : Rosalie Essex
- Guy Kibbee : Le juge John Black
- Betty Jaynes : Molly Moran
- Douglas Mac Phail : Don Brice
- Charles Winninger : Joe Moran
- Grace Hayes : Florrie Moran
- Margaret Hamilton : Martha Steele
- Rand Brooks : Jeff Steele
- Leni Lynn : Dody Martin
- Johnny Sheffield : Bobs
- Ann Shoemaker : Mme Barton
- Joseph Crehan : M. Essex
- Mary Treen (non créditée) : Réceptionniste

## Chansons
- Babes In Arms, The Lady Is a Tramp, Where Or When : musique et lyrics de Lorenz Hart et Richard Rodgers
- Good Morning, You Are My Lucky Star : musique et lyrics de Nacio Herb Brown et Arthur Freed
- God's Country : musique et lyrics de Harold Arlen et Yip Harburg
- I Cried for You : musique et lyrics d'Arthur Freed, Gus Arnheim et Abe Lyman
- I'm Just Wild About Harry : musique et lyrics de Noble Sissle et Eubie Blake
- Ida : musique et lyrics d'Eddie Leonard
- I Wish I Were In Love Again
- Johnny One Note
- My Funny Valentine
- You Are So Fair
- My Day

## La comédie musicale
La comédie musicale débute le 14 avril 1937 au Shubert Theatre de Broadway et compte 289 représentations.
La distribution en est la suivante :
- Mitzi Green : Billie Smith
- Ray Heatherton : Val Lamar
- Duke McHale : Peter
- Wynn Murray : Baby Rose
- Harold Nicholas : Ivor DeQuincy
- Fayard Nicholas : Irving DeQuincy
- Alfred Drake : Marshall Blackstone

## Le film

### Autour du film
- Le tournage commence le 12 mai 1939 et se termine le 18 juillet 1939. La première du film a lieu le 13 octobre 1939.
- Le script original de Broadway est revu pour se conformer aux standards d’Hollywood. Il décrit un groupe de jeunes gens essayant de mettre sur pied un spectacle à Broadway pour prouver à leurs parents qu’ils en sont capables. Cette version ajoute plusieurs histoires d’amour et différentes scènes supplémentaires.
- La plupart des chansons originales de Rodgers et Hart sont écartées, à l’exception de l’ouverture et de Where or When. Arthur Freed et Nacio Herb Brown écrivent de nouvelles chansons pour le film, notamment Good Morning (qui deviendra célèbre plus tard dans Chantons sous la pluie) et God's Country.
- La version originale du film inclut une scène finale pendant laquelle les acteurs se moquent de Franklin D. Roosevelt et de sa femme. Cette scène sera retirée par la suite et ne sera restaurée qu’en 1990[1].
- Le film a été nommé pour deux Oscars en : l’Oscar du meilleur acteur pour Rooney (âgé de 19 ans à l’époque) et l’Oscar de la meilleure musique de film.
- Dans Qui veut la peau de Roger Rabbit (1988), une affiche du bureau de R. K. Maroon présente le court-métrage (fictif) Babes in Arms, censé être sorti en 1948 et mettant en scène Roger Rabbit et Baby Herman.
- Le film utilise plusieurs extraits des films précédents de Mickey Rooney pour illustrer les débuts du personnage de Mickey[1].
- C'est à la fois le premier film où Arthur Freed est producteur et non plus seulement parolier, et le premier film à avoir pour co-vedettes Judy Garland et Mickey Rooney, il sera suivi par trois autres films du même genre[2],[3]. :
  - En avant la musique (Strike Up the Band) de Busby Berkeley (1940)
  - Débuts à Broadway (Babes on Broadway) de Busby Berkeley (1941)
  - Girl Crazy de Norman Taurog et Busby Berkeley (1943)